# Roma Capannelle
Roma Capannelle (wł: Stazione di Capannelle) – stacja kolejowa w Rzymie, w regionie Lacjum, we Włoszech. Stacja posiada 2 perony.